# Iscelitel
Iscelitel (Исцелител, Sanador, comercialitzada internacionalment com a Secret Ingredient) és una pel·lícula de comèdia negra de Macedònia del 2017 dirigida per Gjorce Stavreski. Va ser seleccionada com a entrada macedònia per al Millor pel·lícula en llengua estrangera als Premis Oscar de 2018, però no va ser nominada.

## Argument
Vele (Blagoj Veselinov), un mecànic d'un dipòsit de ferrocarril, amb un salari molt baix i que no té diners per comprar medicaments, regala al seu pare Sazdo (Anastas Tanovski) un pastís fet amb marihuana robada per alleujar el seu dolor provocat pel càncer, però és pressionat pels delinqüents que li reclamen la droga. D'altra banda, els veïns tafaners del poble veuen en ell una nova esperança, un sanador i volen una recepta del pastís "curatiu".
- Blagoj Veselinov com a Vele
- Anastas Tanovski com a Sazdo
- Aksel Mehmet com a Dzhem
- Aleksandar Mikic com a Mrsni
- Miroslav Petkovic com a Koki

## Recepció
En la seva estrena al Festival Internacional de Cinema de Tessalònica el 2017 va guanyar el premi del públic, convertint-se en la primera pel·lícula macedònia que va rebre aquest premi. També va guanyar el premi especial del jurat al guió a la 17a edició del Festival de Cinema Mediterrani de Brussel·les. També va aguanyar la Palmera de Plata i el premi al millor director a la XXXIII edició de la Mostra de València una menció especial al Festival Internacional de Cinema de Sofia